# Kyselovice
Kyselovice är en ort i Tjeckien.   Den ligger i regionen Zlín, i den östra delen av landet, 230 km öster om huvudstaden Prag. Kyselovice ligger 198 meter över havet och antalet invånare är 484.
Terrängen runt Kyselovice är platt.Runt Kyselovice är det ganska tätbefolkat, med 96 invånare per kvadratkilometer. Närmaste större samhälle är Přerov, 9,3 km norr om Kyselovice. Trakten runt Kyselovice består till största delen av jordbruksmark.